# Maala
Maala è un comune dell'Algeria, situato nella provincia di Bouira.